# おとぎの国のカナルボート
おとぎの国のカナルボート (Storybook Land Canal Boats) は世界のディズニーパークにあるアトラクション。

## このアトラクションが存在するパーク
- ディズニーランド（ディズニーランド・リゾート）
- ディズニーランド・パーク（ディズニーランド・パリ）

## 概要
カナルボートに乗って、水路の両脇にディズニーの歴代映画をミニチュアで再現した世界を回るアトラクション。ミニチュアは小さいながらも細かくできていて愛らしい。屋外のアトラクションのため雨天時は運転が中止される。
元々、様々な物語の場面を再現したセットの中をボートで巡っていくというアトラクションのアイデアは、ウォルト・ディズニーがカリフォルニアのスタジオの近くの道路に沿って流れる川の両側に建設しようと考えたことに端を発している。それが実現されることはなかったが、後にディズニーランドが建設される際に、このアイデアが元となりアトラクションとなったのがこの「おとぎの国のカナルボート」である。
アナハイムとパリの2つのパークに設置されているが、登場するミニチュアの内容は異なっている。ケイシージュニアのサーカストレインは姉妹アトラクションであり、同じセットの中の水路をカナルボートがゆっくり遊覧し、セットの周囲に設置された線路をサーカストレインが走るという構造となっている。これはアナハイムとパリ共通である。

## 各施設紹介

### ディズニーランド
| おとぎの国のカナルボート Storybook Land Canal Boats | おとぎの国のカナルボート Storybook Land Canal Boats | おとぎの国のカナルボート Storybook Land Canal Boats | おとぎの国のカナルボート Storybook Land Canal Boats |
| --------------------------------------------------- | --------------------------------------------------- | --------------------------------------------------- | --------------------------------------------------- |
| オープン日                                          | オープン日                                          | 1955年7月17日                                       | 1955年7月17日                                       |
| スポンサー                                          | スポンサー                                          | なし                                                | なし                                                |
| 所要時間                                            | 所要時間                                            | 約6分                                               | 約6分                                               |
| 定員                                                | 定員                                                | 14人+キャスト1人                                    | 14人+キャスト1人                                    |
| 利用制限                                            |                                                     | なし                                                | なし                                                |
| ファストパス                                        | ファストパス                                        |                                                     | 対象外                                              |
| シングルライダー                                    | シングルライダー                                    |                                                     | 対象外                                              |

おとぎの国のカナルボート(Storybook Land Canal Boats)は、カナルボートに乗って、水路の両脇にディズニーの歴代映画をミニチュアで再現した世界を回るアトラクション。ミニチュアは小さいながらも細かくできていて愛らしい。屋外のアトラクションのため雨天時は運転が中止される。
現在運行しているボートは13台で、オランダ風・フランス風・イギリス風の3種類のデザインがある。それぞれ女性ディズニーキャラクターの名称が付けられている（アリエル、アリス、オーロラ、ベル、シンデレラ、デイジー、ファリーン、フローラ、ファウナ、メリウェザー、スノーホワイト、ティンカーベル、ウェンディ）。それぞれのボートはエンジンが搭載されており、これを動力として動く。そのため各ボートにはジャングルクルーズのように、ボートの操縦と解説を担当するキャストが同乗している。
登場するミニチュア
- ピノキオのコブルストーン村とゼペットの家具店（ピノキオ）
- トード・ホール（イカボードとトード氏）
- スルタンの宮殿（アラジン）
- ロンドン公園（ピーターパン）
- 城の麓の村（シンデレラ）
- こびとの鉱山（白雪姫と7人のこびと）
- 教会とシロウサギの穴のあるイギリスの村（不思議の国のアリス）
- こぶたの家（3匹のこぶた）
- 滝の背後にあるトリトン王の深海城（リトルマーメイド）
- エリック王子の海辺の城（リトル・マーメイド）

### ディズニーランド・パーク
| おとぎの国のカナルボート Storybook Land Canal Boats Le Pays des Contes de Fees | おとぎの国のカナルボート Storybook Land Canal Boats Le Pays des Contes de Fees | おとぎの国のカナルボート Storybook Land Canal Boats Le Pays des Contes de Fees | おとぎの国のカナルボート Storybook Land Canal Boats Le Pays des Contes de Fees |
| ------------------------------------------------------------------------------ | ------------------------------------------------------------------------------ | ------------------------------------------------------------------------------ | ------------------------------------------------------------------------------ |
| オープン日                                                                     | オープン日                                                                     | 1994年4月3日                                                                   | 1994年4月3日                                                                   |
| スポンサー                                                                     | スポンサー                                                                     | なし                                                                           | なし                                                                           |
| 所要時間                                                                       | 所要時間                                                                       | 約5分                                                                          | 約5分                                                                          |
| 定員                                                                           | 定員                                                                           | 16人/1艘                                                                       | 16人/1艘                                                                       |
| 利用制限                                                                       |                                                                                | なし                                                                           | なし                                                                           |
| ファストパス                                                                   | ファストパス                                                                   |                                                                                | 対象外                                                                         |
| シングルライダー                                                               | シングルライダー                                                               |                                                                                | 対象外                                                                         |

おとぎの国のカナルボート(Le Pays des Contes de Fees)は、カナルボートに乗って、水路の両脇にディズニーの歴代映画をミニチュアで再現した世界を回るアトラクション。ミニチュアは小さいながらも細かくできていて愛らしい。屋外のアトラクションのため雨天時は運転が中止される。
アナハイム版と異なり、ボートにキャストは同乗しない。また、ボートの動力はスクリューではなく、ワイヤーで引かれて動く。ゲストはゆっくり動くデッキから歩いてボートに乗り込むようになっている。そしてストーリー自体でも、ディズニー映画の再現より、ヨーロッパの童話を重視している。
登場するミニチュア
- こびとの鉱山（白雪姫と7人のこびと）
- お菓子のお家（ヘンゼルとグレーテル）
- エリック王子の海辺の城（リトル・マーメイド）
- ギリシアの寺院（ファンタジア）
- 雪山の景色（ピーターと狼）
- ピノキオのコブルストーン村とゼペットの家具店（ピノキオ）
- 禿山の一夜（ファンタジア）
- 王様の剣のワンシーン（王様の剣）
- ベルの村と野獣の城（美女と野獣）
- エメラルドシティ（オズの魔法使い）